# Licia Albanese
Licia Albanese (22. července 1909, Torre a Mare, Itálie – 15. srpna 2014, New York) byla americká operní sopranistka italského původu. Vynikala zejména v rolích lyrických hrdinek Verdiho a Pucciniho. V letech 1940–1966 patřila mezi přední sólisty Metropolitní opery v New Yorku. Byla rovněž zakladatelkou a předsedkyní nadace určené na podporu mladých pěvců (The Licia Albanese-Puccini Foundation).

## Život
Felicia Albanese se narodila roku 1909 v obci Torre a Mare nedaleko Bari. Neformálně debutovala v roce 1934 v Miláně, když zaskočila za jinou sopranistku v Pucciniho opeře Madam Butterfly, v opeře, která ji později proslavila. Během 40 let zpívala roli Cio-Cio-San více než 300krát. Ačkoliv byly vysoce oceňovány i její další role (Mimi, Violetta, Liú, Manon Lescaut), její ztvárnění gejši utkvělo posluchačům v paměti nejvíce. Její vztah k této roli započal již v průběhu studia u Giuseppiny Baldassare-Tedeschi, která byla současnicí skladatele a významnou představitelkou této role v předchozí generaci.
Není zcela jasné kdy se konal její formální debut. Bylo to buď v roce 1934 v Teatro Municipale v Bari v Pucciniho opeře La bohème nebo o rok později v Parmě či v Miláně v Madam Butterfly. Koncem toho roku také mohla debutovat v La Scale jako Lauretta v opeře Gianni Schicchi. Záhy zaznamenala obrovský úspěch po celém světě zejména v operách Carmen, L'amico Fritz a Madam Butterfly v Itálii, Francii a Anglii.
V Metropolitní opeře vystoupila poprvé 9. února 1940 v Madam Butterfly. Tuto operu pak na scéně staré budovy zpívala 72x. Její úspěch byl okamžitý a Albanese zůstala v Met po 26 sezón. Odzpívala zde 427 představení a ztvárnila 17 rolí v 16 operách. Divadlo opustila v roce 1966 po sporu s generálním manažerem Met, Sirem Rudolfem Bingem bez velkého loučení. Po čtyřech představeních v sezóně 1965/1966 byla na další sezónu vypsána na jediné představení. Smlouvu vrátila nepodepsanou.
V roce 1945 získala americké státní občanství. Arturo Toscanini pozval v roce 1946 zpěvačku na rozhlasové provedení oper La bohème a La traviata. Nahrávky byly později vydány firmou RCA Victor na LP i CD.
V letech 1941–1961 často hostovala v opeře San Francisca, kde ztvárnila 22 rolí ve 120 představeních. Kromě toho vystupovala na mnoha recitálech, koncertech a operních představeních. Účastnila se benefičních představení pro vojáky, měla svou vlastní rozhlasovou show, byla častým hostem rozhlasových i televizních pořadů a pořídila řadu gramofonových nahrávek. Ještě v roce 1972 se do San Francisca vrátila, aby účinkovala na gala koncertě k 50 výročí tamní opery a v roce 1973 zde znovu vystoupila společně s Lucianem Pavarottim.
I po kariéře trvající 7 desetiletí ještě příležitostně vystupovala. Zpívala americkou hymnu při otevření nové budovy Metropolitní opery a v jarní sezóně roku 1987 vystupovala s velkým úspěchem v Sondheimově operetě Follies v Theatre Under the Stars v Houstonu.
Byla zakladatelkou a předsedkyní nadace The Licia Albanese-Puccini Foundation určené na podporu mladých zpěváků a zpěvaček. Pracovala rovněž v nadaci The Bagby Foundation. Jako pěvecký pedagog působila v Juilliard School of Music, v Manhattan School of Music a v Marymount Manhattan College. Vedla pěvecké mistrovské kurzy po celém světě.
Albanese zemřela 15. srpna 2014 ve věku 105 let ve svém domě na Manhattanu.

## Vyznamenání
5. října 1995 ji prezident Bill Clinton udělil vyznamenání National Medal of Honor for the Arts.
Obdržela čestné doktoráty a další vyznamenání od Marymount Manhattan College, Montclair State Teachers College, Saint Peter's College, New Jersey, Seton Hall University, University of South Florida, Fairfield University, Siena College, Caldwell College a Fairleigh Dickinson University.
Od starosty Rudolpha Giulianiho v roce 2000 obdržela prestižní Händelovu medaili (Handel Medallion), nejvyšší oficiální ocenění města New York za její přínos kulturnímu životu města.